# وكالة أنباء الجمهورية الإسلامية
وكالة‌ أنباء الجمهورية الإسلامية (بالفارسية: خبرگزاری جمهوری اسلامی ایران) وتعرف اختصارا بـ«إيرنا» (IRNA) هي وكالة الأنباء الرسمية في إيران مفوضة بإصدار الأخبار والتصريحات المتعلقة بهذا البلد.
شكلت دائره باسم وكالة بارس عام 1934 في وزارة الشوؤن الخارجية الإيرانية لجمع أخبار البلاد وتزويد المواطنين والمطبوعات بها. وكانت هذه الوكالة في بداية تشكيلها، تصدر نشرتين ًصباحية ومسائيةً باللغتين الفارسية والفرنسية كانت ترسل إلى المسؤولين ووكالات الأنباء الأجنبية والصحف. وبعد مضي ستة اعوام تم تأسيس الدائرة العامة للاعلامً وأصبحت وكالة بارس تابعه لها.
بعد انتصار الثورة الإسلامية، تغير اسم وزارة الاعلام الي وزارة الاعلام الوطني بموجب قرار من مجلس الثورة. فيما تغير اسم وكالة انباء بارس إلى وكالة‌ أنباء الجمهورية الإسلامية بموجب قرار صادق عليه مجلس الشورى الإسلامي.